# Bilder deiner großen Liebe
Bilder deiner großen Liebe (Untertitel: Ein unvollendeter Roman) ist ein posthum veröffentlichtes Romanfragment, geschrieben von Wolfgang Herrndorf. Es erschien 2014, herausgegeben von Marcus Gärtner und Kathrin Passig, im Rowohlt Verlag und ist laut Herrndorf eine Fortsetzung des Romans Tschick aus der Sicht der Protagonistin Isa Schmidt in Form einer Road-Novel zu Fuß.

## Entstehungsgeschichte und Titelbild
Bilder deiner großen Liebe erschien als Antwort auf Leserbriefe, die Herrndorf erhalten hatte. Herrndorf begann mit der Niederschrift des Romanfragments 2011, zwei Jahre vor seinem Tod. In seinem autobiographischen Sterbetagebuch Arbeit und Struktur taucht das Romanfragment noch unter dem Arbeitstitel Isa auf. So berichtet Herrndorf etwa am 19. Juni 2011: „Tschick-Fortsetzung aus Isas Perspektive angefangen. Mach ich aber nicht. Mach ich nicht. Nachwehen der Briefe.“ Anfangs habe er – so Herrndorf selber – schnell einen Ton gefunden. In den späteren Jahren wurde die Arbeit für Herrndorf mühsamer, da er unter starken gesundheitlichen Problemen infolge seiner 2011 diagnostizierten Krebserkrankung litt. Zwischenzeitlich suchte Herrndorf einen Koautor, den er jedoch nicht fand. Lange wollte Herrndorf den Text als Fragment gar nicht veröffentlicht haben. Erst ca. eine Woche vor seinem Tod konnte er sich durchringen, Marcus Gärtner und Kathrin Passig als Herausgeber zu erlauben, den Text behutsam zu bearbeiten und zu einer linearen Erzählung zusammenzufügen. Gleichzeitig sollte jedoch die Fragmenthaftigkeit erhalten blieben; dies manifestiert sich auch im Untertitel Ein unvollendeter Roman. Den Titel Bilder deiner großen Liebe legte Herrndorf selber fest.
Das Titelbild, ein Landschaftsgemälde, stammt von Herrndorf selber.

## Handlung
Die 14-jährige Ich-Erzählerin Isa bricht aus einer Anstalt aus. In einem Dorf, das sie per Anhalter und zu Fuß erreicht, stiehlt sie aus einem Supermarkt Essen, wobei sie sich Schnittwunden zuzieht. Nach einer Übernachtung im Kornfeld und einer nicht unentdeckt gebliebenen Dusche im Rasensprenger eines Fußballplatzes inspiriert ein abgelegenes Haus Isa zu den Gedanken einer Romanerzählung mit ihr als Hauptfigur, die auf ihren aus dem Krieg heimkehrenden Mann wartet.
Im Anschluss verschafft sie sich unerlaubt Zutritt zu einem Lastkahn. Nachdem ihr der Schiffer diesen ursprünglich verwehrte, verbindet er ihr die Füße und erzählt ihr seine Lebensgeschichte, nämlich von einem lange zurückliegenden Bankraub. Bevor der Schiffer an einer Schleuse nach einem versprochenen Absacker die Polizei verständigen kann, gelingt Isa die Flucht, auf der sie eine Tasche eines Mannes findet, der sich umgebracht hatte.
Später folgt ihr ein, wie sie einem Schild entnimmt, taubstummer Junge, mit dem sie sich aber dennoch unterhält, weil er nicht mehr von ihr ablassen will. Sie erzählt ihm die Geschichte eines im Spanienurlaub ausgesetzten Hundes, der bis nach Deutschland zurück zu seinem Herrchen gelaufen sei. Sodann beschreibt sie mehrere kurze Szenen mit einem Passanten, der ihr ein Sandwich schenkt, die Beobachtung zweier Obdachloser und die Begegnung mit einem Bauarbeiter, der in ihr seine erste Liebe wiedererkennt.
Schließlich beobachtet sie einen Mann, wie er den Rasen seines Gartens mäht, und bietet ihm an, das zu übernehmen; der Schriftsteller entlohnt sie und bietet ihr Kleider seiner Tochter an. Isa entwendet samt den Kleidern den Schulranzen und entdeckt in einem Zimmer eine abgemagerte Frau, den Kopf lediglich mit einem Flaum bedeckt, welche sie offenbar nicht von ihrer Tochter Angela unterscheiden kann. Sie verlässt das Haus unbemerkt über ein Dachfenster. Ihr weiterer Weg führt sie in einen Wald, wo sie erfolglos bei Wanderern um Essen bittet und anschließend einen toten Rehbock und einen toten Mann findet, dessen Pistole und 50 Euro sie entwendet. Die folgende beschriebene Nacht verbringt sie in einem heruntergekommenen Hotel.
Als Nächstes beschreibt sie, wie sie per Anhalter vom Fahrer eines Tiertransporters mitgenommen wird. Bei einem Stopp entblößt der Fahrer sein Genital, was sie aber nicht davon abhält, die transportierten Schweine mit Wasser zu versorgen. Ihr erneut zu Fuß weitergeführter Weg führt sie auf eine Müllkippe. Dort findet sie eine Schatulle für Pistole und Tagebuch und trifft auf zwei Jugendliche, denen sie an einer nahe gelegenen Tankstelle hilft, Benzin aus einem Auto abzuzapfen, worauf diese sie mitnehmen. Zum Ende wird eine Szene in den Bergen beschrieben, wo sie nah am Abgrund stehend mit der Pistole in die Luft schießt und die Kugel wieder millimetergenau zurück in den Lauf fällt.

## Form, Referenzen und Rolle im Gesamtwerk

### Form und Gestaltung
Bilder deiner großen Liebe ist ein Romanfragment. Es ist als Road-Novel angelegt, mit dem Unterschied, dass Isa zu Fuß geht. Als Ich-Erzählerin fungiert Isa, die als unzuverlässige Erzählerin charakterisiert wird. Das Fragment steht in der Tradition des Anti-Entwicklungsroman, des Adoleszenzromans und des Außenseiterromans.
Herrndorf selber hatte Bilder deiner großen Liebe als Fortsetzung von Tschick charakterisiert. Christoph Jürgensen sieht dafür einige Belege (etwa gemeinsame Handlungsereignisse und das gleiche Gattungsmuster des Road-Novels); insgesamt meint er in Bilder deiner großen Liebe hingegen aber ein „Oppositionspaar“ zu Tschick zu erkennen. Es handele sich nicht um zwei Varianten einer erzählen Welt; stattdessen entstehe auf Isas Reise ein „Bild der Welt, das gleichsam eine tief eingedunkelte Version des hellen Tschick-Mikrokosmos zeichnet“. Rüther argumentiert, dass die Bezeichnung als Fortsetzung schon darum falsch ist, da die beiden Texte zur gleichen Zeit enden.
Als „zentrales Stilprinzip“ des Romanfragments hat Elisabeth Hollerweger eine dichotome Gestaltung von Welt durch die Erzählerin gekennzeichnet: spannungsreiche Gegensätze von Natur und Kultur, Tier und Mensch, Wunsch und Wirklichkeit, sowie Verrücktsein und Normalsein seien das Prinzip des Romanfragments.

### Referenzen und Inspirationen
Beobachter erkannten – wie in allen Texten von Herrndorf – viele autobiographische, literarische und filmische Referenzen: etwa auf Samuel Beckett, Thomas Mann und Robert Walser (speziell dessen Werk Jakob von Gunten, das auch namentlich erwähnt wird). Weitere Referenzen werden zu Karl Philip Moritz Anton Reiser und Martin Walsers Ehen in Philippsburg (von Isa missverständlich als Ehen in Harrisburg verstanden) entdeckt.
Filmisch sei Herrndorf auch stark von Helmut Käutners Unter der Brücken inspiriert gewesen. Diesbezügliche Bezüge haben Eingang in die Episoden auf dem Lastkahn gefunden. Herrndorf lässt Freunde im Roman auftauchen und tritt auch selber als Mann auf dem Friedhof in grüner Trainingsjacke auf.

### Rolle im Gesamtwerk
Im Bezug auf Herrndorfs Gesamtwerk sieht Rüther Bilder deiner großen Liebe als Vereinigung aller vorherigen Bücher Herrndorfs: „Denn er [Herrndorf] bring am Ende seines Lebens noch einmal alle Bücher zusammen, die er geschrieben hat. […] Dieser Roman ist raffiniert angelegt. Und seine Komplexität erschließt sich erst, wenn man die anderen Bücher Herrndorfs kennt.“ Ähnlich argumentiert Christoph Jürgensen: „Hier findet sich die jugendliche Verlorenheit der Plüschgewitter ebenso wieder, wie das adoleszente Fernweh von Tschick, die zugleich lakonische, humorvolle und verzweifelte Selbsterlebensschreibung von Arbeit und Struktur wie der eisig existenzialistische Hauch, der durch Sand weht […]“.

## Kritiken
Bilder deiner großen Liebe wurde sehr positiv rezensiert. Iris Radisch charakterisiert das Buch in der ZEIT als Außenseiterroman, den man zwangsläufig in die Liga der Außenseiterromane einreihen möchte: „Isa ist so verrückt wie Büchners Lenz, so verloren wie Robert Walsers Jakob von Gunten, so empfindsam und kalt wie Camus' Fremder.“ Die Figur der Isa erinnert die Rezensentin auch an Mignon aus Wilhelm Meisters Lehrjahre und Radisch meint, mit Isa habe sich der todeskranke Herrndorf in seinem letzten Lebensjahr seinen eigenen Schutzengel geschrieben. Kurt Scheel (taz) würdigt Herrndorfs „kurze Sätze, die man in ihrem schönen, federnden Sound gerade noch einem jungen Mädchen in den Mund legen kann“ und lobt die Arbeit der Herausgeber Gärtner und Passig für ihre feinfühlige Arbeit. Das Buch werde – anders als viele Road-Novel – nicht langweilig, was an der Figur der Isa, der Kürze und Herrndorfs schriftstellerischer Qualität liege. Thomas Andre (Der Spiegel) sieht in Bilder deiner großen Liebe eine Verdichtung der Teenage Angst der Adoleszenz. Er lobt den „perfekt intonierte[n] Sound des Jugendlichen an der Schwelle zum Erwachsenwerden“, den Herrndorf einsetze und wertet auch diesen Roman als Behältnis der Fähigkeit des Autors Wolfgang Herrndorf, den Wert der Freundschaft für die Gegenwart zu erkennen und das Tragische und das Komische miteinander zu verbinden. Ein einzigartiges Buch in der deutschen Gegenwartsliteratur nennt Gerrit Bartels (Der Tagesspiegel) Bilder deiner großen Liebe: „so kaputt, krank und daneben einerseits, gerade bezüglich der Dialoge. So voller Poesie, Schönheit, Traumverhangenheit, Trauer, Strahlkraft und auch Komik andererseits.“ Isa sei radikaler, lebensweiser und endgültiger als Maik und Tschick aus Herrndorfs Tschick. Damit sei sie auch ein Alter Ego des todeskranken Autors Herrndorf. Ulrich Seidler (Frankfurter Rundschau) zeigt sich gefangen von der Lebendigkeit der Figur Isa, dafür kann er auch über einige Ungereimtheiten des Textes hinwegsehen. Herrndorfs Texte – und so auch Bilder deiner großen Liebe – legten Zugang frei zum „juchzende Lebensglücksgefühl […] unter der immer dickeren Kruste des Alltags.“

## Theater und Musikperformance
In einer bearbeiteten Fassung von Herrndorfs Freund Robert Koall wurde Bilder deiner großen Liebe auch als Theaterstück aufgeführt. Koall hatte auch schon die Theaterfassung für Tschick bearbeitet. Die Erstaufführung von Bilder deiner großen Liebe erfolgte am 19. März 2015 am Staatsschauspiel Dresden unter Regie von Jan Gehler. 2018 erschien eine Musikperformance von Sandra Hüller, die – so der Titel – Bilder deiner großen Liebe „singt und spricht“.

## Ausgaben
- Wolfgang Herrndorf: Bilder deiner großen Liebe: Ein unvollendeter Roman. Herausgegeben von Marcus Gärtner und Kathrin Passig. Rowohlt, Berlin 2014, ISBN 978-3-87134-791-7; Rowohlt Taschenbuch, Reinbek 2015, ISBN 978-3-499-26909-7.